# Iannicko N'Doua-Légaré
 (février 2024).
Si vous disposez d'ouvrages ou d'articles de référence ou si vous connaissez des sites web de qualité traitant du thème abordé ici, merci de compléter l'article en donnant les références utiles à sa vérifiabilité et en les liant à la section « Notes et références ».
Pour les articles homonymes, voir Légaré.
Iannicko N'Doua-Légaré, né en 1982 ou 1983 au Québec, est un acteur québécois, spécialisé dans le doublage.

## Biographie
Né vers 1983 au Québec où il grandit, Iannicko N'Doua-Légaré est diplômé de l'option théâtre du Collège Lionel-Groulx.

## Filmographie
Sources : IMDb et QuiJoueQui

### Cinéma
- 2002 : Le Nèg' de Robert Morin : le Noir
- 2002 : Hivernam de Pascal Robitaille : jeune journaliste
- 2011 : Starbuck de Ken Scott : enfant
- 2014 : Qu'est-ce qu'on fait ici ? de Julie Hivon : Tahir
- 2016 : D'encre et de sang d'Alexis Fortier Gauthier, Maxim Rheault et Francis Fortin : Sydney
- 2017 : Et au pire, on se mariera de Léa Pool : Jo
- 2017 : Hochelaga, terre des âmes de François Girard : Daniel Rose

### Télévision
- 1994 : Craque la vie! : Zébulon
- 1994 : Le Club des 100 watts : Boki

#### Séries télévisées
- 1996 : Les Aventures de la courte échelle : La veuve noire : Thierry
- 1996 : Virginie : Claude Armand
- 1999 : Deux frères : Émile David
- 2002 : Lance et compte : Nouvelle Génération : Arnold
- 2005 - 2007 : Kif-Kif : Malik Tamba
- 2007 - 2012 : Les Boys : Gardien de but
- 2008 - 2009 : Kaboum : Sébastien (Rapido)
- 2011 : 30 vies : Paco Vélasquez
- 2013 : Unité 9 : Olivier
- 2013 : L'Appart du 5e : Boogiemax
- 2013 : 19-2 : cycliste
- 2014 - 2017 : Subito texto : Franck Davidson Blouin
- 2015 - 2017 : L'Auberge du chien noir : Charles-Étienne
- 2016 - 2018 : Les Simone : Alexis
- 2016 : Mémoires vives : Vince
- 2017 : District 31 : Marco Bérubé
- 2018 : Fugueuse : Carlo Stevenson
- 2018 : Le Jeu : Jonathan Archambault
- 2018 : File d'attente : Jean-Baptiste Constant
- 2019 : Trop. : Esteban
- 2018-2021 : Clash : Yohann
- 2020-2021 : Toute la vie : Dylan Ashe
- 2021 : Contre-offre : Keuvin
- 2021 : Nuit blanche : Simon Ilunga
- 2022 : Pour toi Flora : Pascal
- 2022 : Les Bracelets rouges : Michaël
- 2023 : Le Bonheur : animateur
- 2023 : À propos d'Antoine : Léandre Arsenault
- 2023 : L'Air d'aller : Nicolas Jourdain

## Doublage

### Cinéma

#### Films
- Edwin Hodge dans :
  - Là-haut comme ici bas (2014) : Benji
  - La Purge : L'Année électorale (2016) : Dante Bishop

- William Nadylam dans :
  - Les Animaux fantastiques : Les Crimes de Grindelwald (2018) : Yusuf Kama
  - Les Animaux fantastiques : Les Secrets de Dumbledore (2022) : Yusuf Kama

- Mamoudou Athie dans :
  - Sous pression (2020) : Rodrigo Nagenda
  - Monde jurassique : la domination (2022) : Ramsay Cole

- 2014 : Le Beau mensonge : Paul (Emmanuel Jal)
- 2015 : Les yeux dans le ciel : Matt Levery (Lemogang Tsipa)
- 2016 : Les Dieux d'Égypte : Thot (Chadwick Boseman)
- 2016 : Loving : Percy (Chris Greene)
- 2016 : La Légende Blair : Peter (Brandon Scott (en))
- 2016 : Fin de mi-temps pour le soldat Billy Lynn : le sergent Holliday (Ismael Cruz Córdova)
- 2017 : Merveilleux : M. Browne (Daveed Diggs)
- 2017 : Hostiles : le caporal Henry Woodson (Jonathan Majors)
- 2017 : Roman J. Israel, Esq. : Derrell Edelbee (DeRon Horton)
- 2017 : Détroit : Lee (Peyton Alex Smith)
- 2017 : Spider-Man : Les Retrouvailles : Aaron Davis / le Rôdeur (Donald Glover)
- 2018 : Bloqueurs : Frank (Hannibal Buress)
- 2019 : Harriet : William Still (Leslie Odom Jr.)
- 2019 : Noël tragique : Landon (Caleb Eberhardt (de))
- 2021 : Tom & Jerry : Cameron (Jordan Bolger)
- 2021 : Halloween tue : Marcus Wilson (Michael Smallwood)
- 2021 : Rapides et dangereux 9 : Twinkie (Shad « Bow Wow » Moss)
- 2022 : Marie-moi : Bastian (Maluma)
- 2022 : Jackass toujours : Jasper (Jasper Dolphin (en))
- 2022 : La Bête : Banji (Tafara Nyatsanza)
- 2022 : X : Jackson Hole (Scott « Kid Cudi » Mescudi)
- 2022 : La Baleine : Dan (Sathya Sridharan)
- 2022 : Mariage en otage : Sean Hawkins (Lenny Kravitz)
- 2022 : Chien : Jones, le garde-forestier (Luke Forbes)
- 2023 : Operation Fortune: Ruse de guerre : J.J. (Aaron « Bugzy Malone » Davies (en))
- 2023 : Les Gardiens de la Galaxie Vol. 3 : le Maître de l'évolution (Chukwudi Iwuji)

#### Films d'animation
- 2020 : Âme : Dez
- 2021 : Les Mitchell contre les machines : Jim

### Télévision

#### Téléfilm
- 2021 : Une chanson d'amour : Amazing Grace : Elijah (Brendan Jeffers)

#### Séries télévisées
- 2020 : Ensemble debout : Franklyn (Micheal Ward (en)) (mini-série)
- depuis 2020 : Alex Rider : Smithers (Nyasha Hatendi)
- 2021 : Dernière escale : Jordan Cole (Dion Johnstone) (saison 2)
- depuis 2021 : La Roue du temps : Mat Cauthon (Barney Harris puis Dònal Finn)
- depuis 2022 : Le Seigneur des Anneaux : Les Anneaux de Pouvoir : Arondir (Ismael Cruz Córdova)

#### Séries d'animation
- 2013-2015 : Zoubi Doubi
- 2014 : Défis extrêmes : L'Île de Pahkitew : Barbu